# Vensim
VENSIM je komerční simulační software od společnosti Ventana Systems, který slouží k tvorbě modelů z různých oblastí lidské činnosti.

## Základní popis
Vensim je objektově orientovaný software, který slouží k modelování a výzkumu komplexních dynamických (vyvíjejících se v čase) systémů. Vytvořené modely jsou ve tvaru kauzálních diagramů (společenské a populační modely, ekonomické modely – účelem je předvídat důsledky zadaných proměnných). Programovací jazyk je deklarativní (pomocí definic určuje co má software udělat) a je tvořen systémem textových rovnic.
Založen je na znalostech profesorů Jaye W. Forrestera a Freda C. Schweppeho z MIT a původně byl určen pouze pro interní klienty, kterým byl upravován na míru. V roce 1991 společnost software zpřístupnila ke komerčním účelům.
Výstupem jsou soubory s příponou .mdl (textový formát modelu) a .vmfx (binární formát modelu), podporované jsou ale i další formáty jako .vgd, .vcd a jiné.
Nástroj je určen pro operační systémy:
- Windows 10/11 a vyšší
- MacOS – záleží na jeho typu, ale obecně je ve Vensimu podporován[ujasnit]

Linux není ve Vensimu podporován.

## Moduly
V současné době má několik různých modulů s různým stupněm komplexity. 
Základní verze programu se nazývá Vensim PLE (Personal Learning Edition), je určena pro podporu vzdělávání a je dostupná bezplatně. Nastavba základního programu se nazývá Vensim PLE+, který oproti ní má navíc simulaci citlivosti Monte-Carlo nebo možnost připojení živých dat. Náročnějším uživatelům slouží verze Vensim Professional (PRO), určená pro správu komplikovaných modelů. A kromě už zmíněných funkcí obsahuje ještě Kalmanovu filtraci nebo Ganttovy diagramy. Nejkomplexnější verzí je Vensim DSS a slouží pro vývoj a tvorbu rozhraní řídících leteckých simulátorů.
Pro uživatele, kteří potřebují zobrazit zaslané modely vytvořené s tomto programu a případně provést drobné úpravy, je určen Vensim Reader, který je k dispozici bezplatně.

## Historie
Ventana Systems, Inc. byla založena v roce 1985 ve státě Massachusetts. Její první verze systému Vensim byly kombinací existujících produktů na trhu a vlastního kódu, což způsobovalo, že úpravy a opravy programu byly časově náročné. To vedlo autory nejprve k vyvinutí vlastního simulačního jazyka Vensim, založeného na programovacím jazyku Pascal, aby následně v roce 1988 převedli vše do jazyka C a začali využívat prostředí Microsoft Windows.
Jedním z milníků pro program Vensim se stal rok 1991, kdy společnost vydala verzi 1.50  a software, do té doby připravovaný na míru konkrétních zákazníků,  byl uvolněn pro veřejnost. Počítal však s uživateli ze strany odborníků na dynamické simulační modely.
V následujících letech se program dále rozvíjel. V roce 1993  ve verzi 1.60  došlo ke zjednodušení jeho ovládání a doplněna byla i uživatelská příručka. Důležité bylo také  rozdělení na 3 konfigurace (nastavení) – Standard, Professional a DSS.
O dva roky později (1995)  společnost uvolnila první verzi (1.62) pro operační systém Macintosh a program obohatila o podporu Monte-Carlo simulací. Mimo to verze již obsahovala také čtečku modelů umožňující jejich zobrazení bez nutnosti software vlastnit.
V následujícím roce (1996) společnost Ventana Systems, Inc. učinila krok k většímu rozšíření svého softwaru, když uvolnila novou konfiguraci Vensim PLE (Personal Learning Edition), která je od té doby bezplatná pro vzdělávací instituce i jednotlivce.
V roce 1997  s verzí 3.0 došlo k velké změně uživatelského rozhraní i dokumentace k softwaru. Obsahovala Vensim Model Reader a Vensim DLL (lze propojit s různými programovacími jazyky jako C, C++, Delphi nebo Visual Basic.
Verze po roce 2000 pak přinášely stále nová vylepšení. Například Vensim 5.0 z roku 2002 obsahoval SyntheSim funkci, která umožňuje rychlou simulaci tak, aby výsledky byly okamžitě dostupné a verze 5.6 (2006) pak přinesla podporu technické normy Unicode.
Poznámky ke všem verzím od Verze 5.9 jsou k dispozici přímo na stránkách softwaru.

## Modelování v softwaru Vensim
Software obsahuje několik základních prvků.

### Stavy
– znázorněny pomocí obdélníků s ohraničením (různých typů)

### Pomocná proměnná
– znázorněna obdélníkem bez ohraničení

### Procesy (toky)
- reprezentováno šipkami s 'ventilem'

### Vstup/výstup (začátek a ukončení toků) z procesu
- reprezentováno 'mraky'

### Spoj
– reprezentován jednoduchou šipkou a představuje vazby mezi jednotlivými prvky systému (Stavy, proměnnými, procesy (toky))

### Výstup
Výstupem jsou různě složité modely, které simulují mnohé oblasti lidské činnosti. 

Návody na práci v softwaru Vensim jsou k dispozici mimo jiné jako videa na YouTube kanále společnosti.

## Příklady využití
Vensim je univerzální software a simulace z něj najdeme například v oblastech: 
- Doprava a energetika – odhad celkové spotřeby energie a emisí znečišťujících látek v sektoru dopravy[8]
- Obchodní strategie a ekonomika – model udržitelného dodavatelského řetězce léků v nemocničních lékárnách v Íránu[9]
- Zdraví – model pro prognózování vlivu schopnosti sebeobsluhy na kvalitu života seniorů s lehkým postižením v domovech pro seniory[10]; model identifikující zranitelná místa a jejich schopnost reakce na systémová šoky v základních zdravotnických službách v Libanonu[11]
- Bezpečnost – model pro řízení bezpečnosti staveb v megaprojektech[12]
- Školství – model pro predikci dopadu doučování na schopnosti studentů udržet se na technické škole[13]
- Životní prostředí a zemědělství – model predikce výskytu African armyworm (Spodoptera exempta) a jeho populační dynamika[14]